# Colaptes chrysoides
Colaptes chrysoides е вид птица от семейство Picidae.

## Разпространение
Видът е разпространен в Мексико и САЩ.